# Варди, Моше
Моше Яаков Варди (ивр. משה יעקב ורדי‎; род. 4 июля 1954, Хайфа) — израильский математик и информатик, почётный профессор информатики Университета Райса, директор Института информационных технологий Кена Кеннеди.

## Обучение и научная деятельность
В 1981 году получил степень доктора философии в Еврейском университете в Иерусалиме. Он возглавлял кафедру информатики в университете Райса с января 1994 года по июнь 2002 года. До прихода в Райс в 1993 году он работал в исследовательском центре IBM Almaden, где руководил отделом математики и смежных компьютерных наук.

## Научные интересы
Интересы сосредоточены на применении логики в информатике, включая теорию баз данных, теорию конечных моделей, знания в мультиагентных системах, компьютерной верификации и рассуждениях, а также учебной логики учебного плана. Он является экспертом по проверке моделей, удовлетворённости ограничений и теории баз данных, общеизвестности (логики) и теоретическим компьютерным наукам.

## Научные публикации
Автором более 400 публикаций, редактор нескольких научных сборников.
Автор книг Reasoning About Knowledge (с Рональдом Фейгином, Джозефом Халперном и Йорамом Мозесом), Finite Model Theory and Its Applications (с Эрихом Граделем, Фокионом Колайтисом, Леонидом Либкиным, Мартеном Марксом, Джоэлем Спенсером, Идет Вэнем и Скоттом Вайнштейном).
В 2012 году был главным редактором журнала Communications of the ACM.

## Награды и достижения
Лауреат трёх премий IBM Outstanding Innovation Awards, премии Гёделя 2000 года за работу с временной логикой с конечными автоматами), премии Канеллакиса 2005 года, премии LICS 2006 года.
В 2008 году получил президентскую премию ACM и был награждён Медалью Блёза Паскаля в области вычислительной науки Европейской академии наук.
В 2010 году получил награды за выдающиеся заслуги от Ассоциации компьютерных исследований; в 2011 году — премию Гуда Компьютерного общества IEEE.
Почётный доктор Саарландского университета и Орлеанского университета.
Редактором нескольких журналов. Президент Международной федерации вычислительной логики. Обладатель гранта Гуггенхайма, действительный член Ассоциации вычислительной техники, Американской ассоциации содействия развитию науки и Американской ассоциации искусственного интеллекта.
Входит в список высокоцитируемых учёных Института научной информации. Членом Американской Национальной инженерной Академии, Национальной Академии наук США, Европейской Академии (Academia Europaea). В 2010 году избран членом Американской академии искусств и наук. Сопредседатель рабочей группы АСМ по вопросам миграции рабочей силы.